# 冈德吕
冈德吕（法語：Gandelu，法語發音：[ɡɑ̃dly]）是法国上法兰西大区埃纳省的一个市镇，位于该省西南部，属于蒂耶里堡区。

## 地理
冈德吕（49°5'41"N, 3°10'59"E）面积10.03 平方千米，位于法国上法蘭西大區埃纳省，该省份为法国北部内陆省份，北起北部省，西接索姆省和瓦兹省，东临阿登省和马恩省，西南至塞纳-马恩省，东北部与比利时接壤。
与冈德吕接壤的市镇（或旧市镇、城区）包括：布吕梅斯、奥尔苏瓦地区谢济、奥尔苏瓦地区马里尼、圣让古尔夫、沃伊拉波特里、瓦卢瓦地区库隆、迪西、热尔米尼苏库隆。

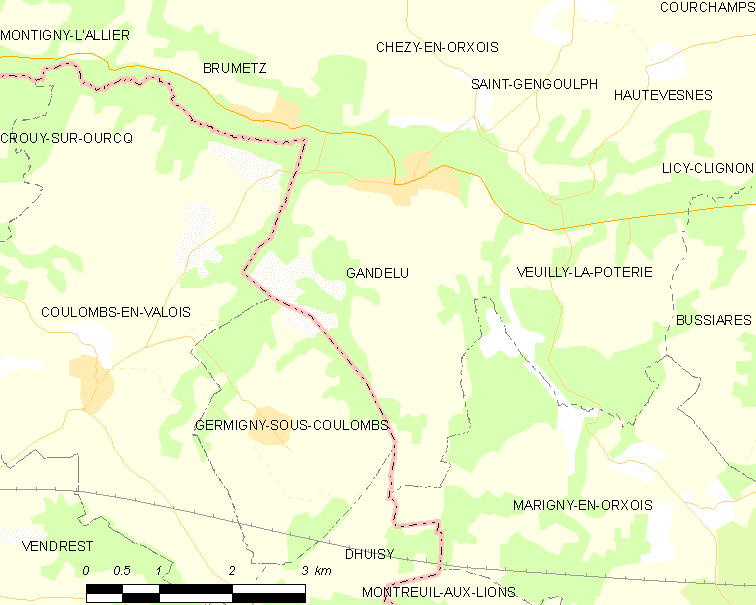
冈德吕的OSM定位图

冈德吕的时区为UTC+01:00、UTC+02:00（夏令时）。

## 行政
冈德吕的邮政编码为02810，INSEE市镇编码为02339。

## 政治
冈德吕所属的省级选区为维莱科特雷县。

## 人口

1962-2008年间冈德吕人口变化图示

冈德吕于2022年1月1日时的人口数量为691人。